# Boundary Island
Boundary Island är en ö i Australien. Den ligger i delstaten Western Australia, omkring 70 kilometer söder om delstatshuvudstaden Perth. Arean är 0,13 kvadratkilometer.
Runt Boundary Island är det mycket glesbefolkat, med 5 invånare per kvadratkilometer. Genomsnittlig årsnederbörd är 1 043 millimeter. Den regnigaste månaden är maj, med i genomsnitt 187 mm nederbörd, och den torraste är februari, med 6 mm nederbörd.